# Springfield hledá ministar
Springfield hledá ministar (v anglickém originále A Star Is Torn) je 18. díl 16. řady (celkem 353.) amerického animovaného seriálu Simpsonovi. Scénář napsala Carolyn Omineová a díl režírovala Nancy Kruseová. V USA měl premiéru dne 8. května 2005 na stanici Fox Broadcasting Company a v Česku byl poprvé vysílán 28. října 2007 na stanici ČT2.

## Děj
Poté, co Simpsonovi nemohou nakoupit v Kwik-E-Martu, protože v něm právě probíhá Haďákovo přepadení, navrhne rodině Líza vegetariánské jídlo z ingrediencí zakoupených v nedalekém stánku, na kterém si pochutnají, dokud se Bartovi, Homerovi, Marge a Maggie nezvedne žaludek a nezačnou zvracet. Protože je Líza vegetariánka, je imunní vůči „vitamínům, minerálům a stopovému množství hmyzích výkalů“. Líza poukazuje na to, že ostatní jsou tak zvyklí na zpracované potraviny, že jejich těla nebyla připravena na organické potraviny. Zatímco rodina sedí na gauči zabalená v dekách, Líza je krmí suchými tousty a jemně jim zpívá k usínání písničku „Spi, moje dítě“. Druhý den ráno se rodina cítí lépe a při sledování televize jí smažené kuře. Vidí Krustyho, jak dělá reklamu na svou soutěž Li'l Starmaker, dětskou soutěž ve stylu show American Idol, jejíž vítěz bude animován v epizodě Itchyho a Scratchyho. Bart přesvědčí Lízu, aby se soutěže zúčastnila, protože věří, že má skvělý hlas. 
Na soutěži zazpívá jiné dítě (dabuje ho hostující hvězda Fantasia Barrinová) dokonalou verzi Líziny plánované písně „Hush, Little Baby“, o které Bart prohlásí, že zní jako „oživlá Whitney Houstonová“. Líza začne panikařit, ale Homer ji zachrání tím, že zajde do nedalekého obchodu s hudebninami a napíše pro ni píseň, kterou má zazpívat. Zazpívá skladbu „Náš Springfield“, která chválí Springfield (kromě Neda Flanderse) a potěší publikum. Zanedlouho se soutěž dostává do vyřazovací fáze. Homer, nyní Lízin manažer, začne používat všechny dostupné prostředky, aby se Líza cítila dobře, dokonce ji dostane do správného světla reflektorů tím, že zmlátí technika. 
Soutěž postupuje a soutěžící jsou vyřazeni, takže ve finále, které se uskuteční následující týden, zůstanou jen favorité fanoušků Cameron a Líza. Homerovo agresivní chování k personálu soutěže však Lízu rozzuří. V důsledku toho ho Líza vyhodí jako svého manažera, což ho rozčílí. Později toho večera, když zbytek rodiny večeří, vstoupí Homer a oznámí, že se stal Cameronovým manažerem. Líza je smutná, že je na ni Homer naštvaný. 
Během finále soutěže Líza zpívá píseň, kterou sama napsala, s názvem „Tak odpusť mi, prosím“, věnovanou Homerovi. Píseň vyjadřuje, jak moc má svého tátu ráda a jak ji mrzí, že mu ublížila. Poté, co skončí, se všem líbí. Cameron, nyní přejmenovaný Homerem na Johnnyho Duháka, pak zpívá poněkud povýšeneckou píseň s názvem „Já, hoch vašich snů“, kterou napsal Homer a jejíž text říká, o kolik je lepší než všichni ostatní. Publikum na Camerona bučí a hází po něm rajčata a on potupně prchá z jeviště. Líza je nadšená, že Homer soutěž sabotoval, aby jí pomohl vyhrát, a Homer říká, že tu pro ni vždycky bude. 
Během závěrečných titulků naučí Homer Lízu pro její další vystoupení sestavu jazzových rukou, kterou předtím naučil Camerona. Maggie se také přidá, i když nejprve klopýtá, než si sestavu osvojí.

## Přijetí
Ve Spojených státech díl během premiéry sledovalo 8,72 milionu diváků.
Colin Jacobson z DVD Movie Guide k dílu uvedl: „Bartův vtip o postavě, která zpívá jako ‚oživlá Whitney Houstonová‘, nevypadá v roce 2013 tak dobře jako v roce 2005. Ani parodie na American Idol nijak nezáří a není si tu moc do čeho rýpnout. Úsměvných momentů se v této průměrné epizodě zdá být málo.“.
Patrick D. Gaertner ze serveru Puzzled Pagan napsal: „Tento díl je prostě tak trochu nanic. Obvykle si na sbližovací epizody Homera a Lízy potrpím, ale tahle byla prostě taková trapná. American Idol a všechny pořady, které z něj vzešly, mi vždycky přišly divné, trestající zpěváky, kteří měli nějaký styl nebo kouzlo hlasu, ve prospěch nevýrazných homogenizovaných produktů, které se daly prodat, a já opravdu nepotřebuju vidět, jak takový hnus zamořuje Simpsonovy. (…) Navíc mě zaráží představa, že nechali vítězku American Idol namluvit postavu a pak ji vůbec nepoužili. To je prostě divné. Ale skutečným problémem této epizody je ta věc s Homerem a Lízou. Dokážu pochopit myšlenku, že se Homer stane jedním z těch příšerných estrádních rodičů, kteří žijí z úspěchu svých dětí, ale stane se tak nesympatickým a pak to sotva napraví. Líza se mu dokonce snaží omluvit, což je tak divné a nechutné, protože on byl ten, kdo ho urážel, a pak to ani pořádně nenapraví. Líza zazpívá smutnou písničku, Homer jí odpustí a pak epizoda skončí. Je to problém, který má spousta těchto dílů, a mě to strašně štve. Nastolí skutečný a problematický problém mezi dvěma lidmi a pak ho v posledních dvou minutách zamete pod koberec. Všechno je to připravené a žádný skutečný závěr. Je to prostě divné a vůbec se mi to nelíbí.“.